# Diego Júnior
Diego Júnior Rodrigues de Oliveira, mais conhecido como Diego Júnior (Espinosa, 16 de junho de 1987), é um futebolista brasileiro que atua como goleiro. Atualmente, joga pelo Independente-SP.

## Carreira
Diego começou no Campinas, time de sua juventude que o revelou. Pelo Campinas, jogou campeonatos juvenis, como a segunda divisão do Campeonato Paulista Sub-20. Destancando-se bem no gol do Campinas, despertou o interesse dos dirigentes da Ponte Preta, que o contrataram para a temporada de 2009. Em 2010, foi contratado pelo Paulínia, onde tornou-se titular e conquistou o acesso para a Série A3 do Campeonato Paulista. Depois de ser rebaixado com o clube de volta para a Segunda Divisão, se transferiu para o Independente de Limeira, onde atingiu a marca de 864 minutos sem levar um gol sequer, tornando-se recordista do clube e o 15° do Brasil.

## Títulos
- Campeonato Paulista de Futebol da Segunda Divisão - 2011